# Herb Okonka
Herb Okonka – jeden z symboli miasta Okonek i gminy Okonek w postaci herbu.

## Wygląd i symbolika
Herb przedstawia na białym polu czerwonego pomorskiego gryfa wspiętego na zielonym trójwzgórzu, który trzyma złotą gałązkę o trzech żołędziach.